# Wim van Est

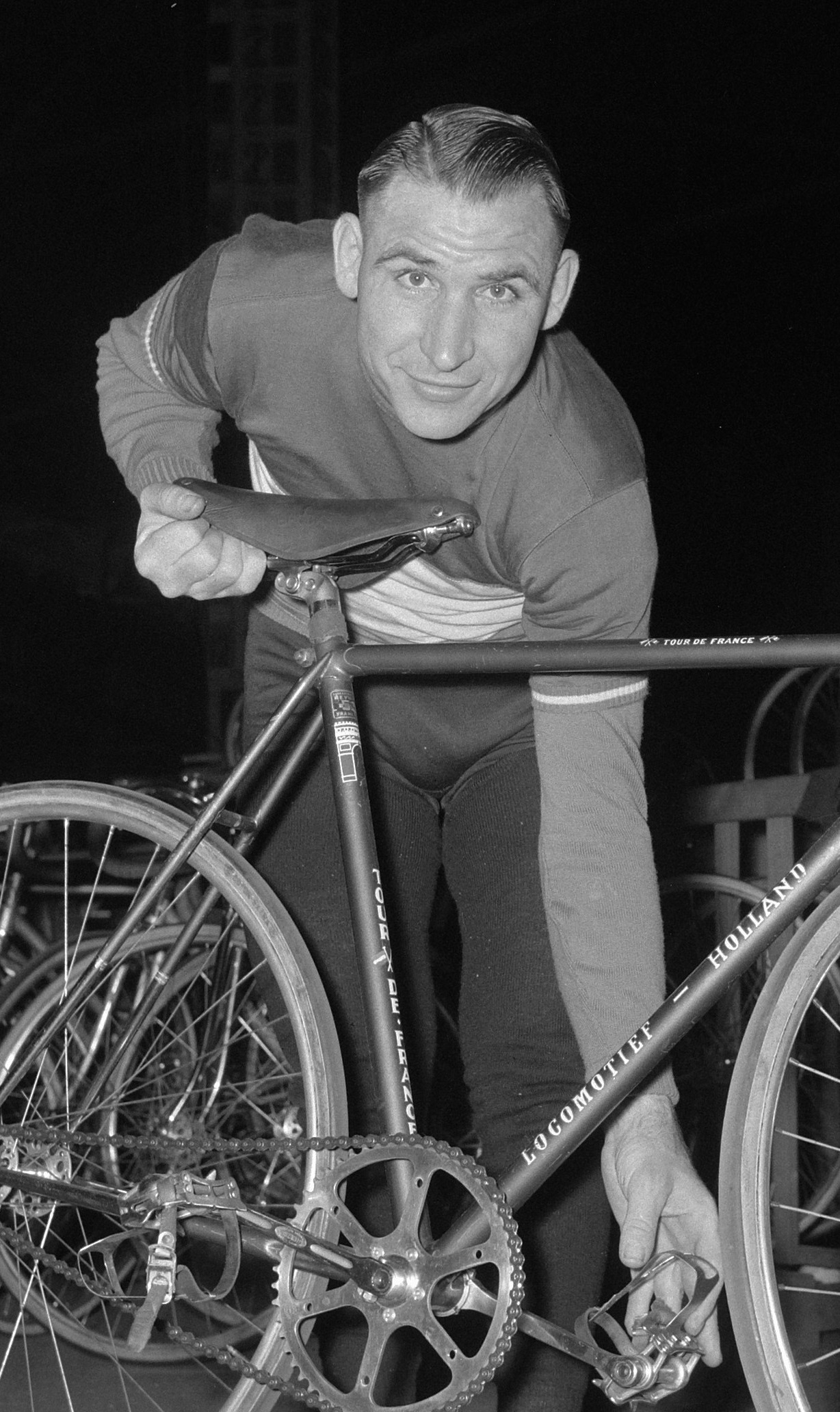
Wim van Est, 1958

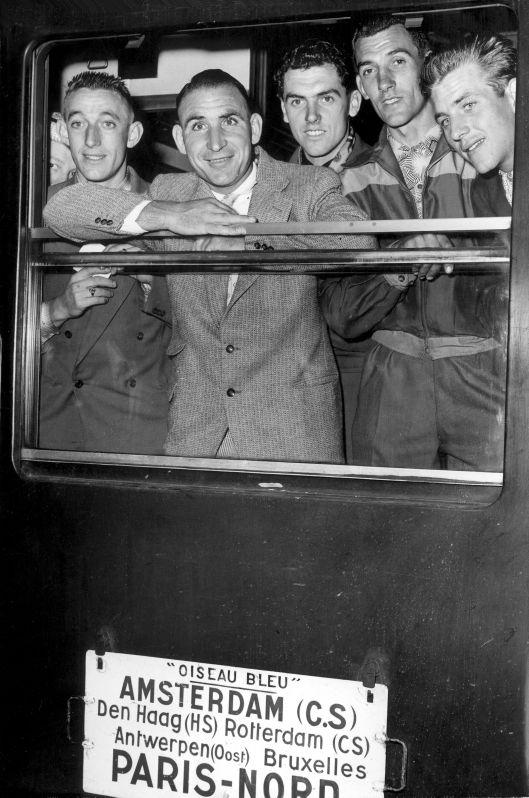
Wim van Est mit seiner Mannschaft auf dem Weg zur Tour de France 1955

Willem „Wim“ van Est (* 25. März 1923 in Fijnaart, heute zu Moerdijk; † 1. Mai 2003 in Roosendaal) war ein niederländischer Radrennfahrer. Er war 1951 der erste Niederländer, der bei der Tour de France 1951 das Gelbe und beim Giro d’Italia 1953 das Rosa Trikot eroberte.

## Sportliche Anfänge
Wim van Est war von Ende der 1940er bis Anfang der 1960er Jahre einer der erfolgreichsten und gleichzeitig vielseitigsten Radsportler der Niederlande. Bevor er 1946 mit dem Radsport als Amateur begann, schmuggelte er Tabak per Fahrrad und musste deshalb auch eine Gefängnisstrafe absitzen. Er hatte fünf Geschwister; zwei Brüder, Piet und Nico waren ebenfalls Rennfahrer.

## Sturz bei der Tour de France 1951
1949 wurde van Est Profi. Sein erster großer Erfolg war 1950 der Sieg beim 600 Kilometer langen Eintagesrennen Bordeaux–Paris, den er 1952 und 1961 wiederholen konnte. 1951 war er Mitglied des niederländischen Nationalteams, das an der Tour de France teilnahm. Auf der 12. Etappe gelang ihm gemeinsam mit einer kleinen Gruppe ein Ausreißversuch, der ihm das Gelbe Trikot eintrug. Am folgenden Tag – bei der 13. Etappe – stürzte er bei der Abfahrt vom Col d’Aubisque, nach eigener Aussage wegen einer Reifenpanne, in eine 70 Meter tiefe Schlucht.
Zuschauer und Betreuer bargen Wim van Est mit Hilfe von 40 Fahrradschläuchen, die der Sportliche Leiter Kees Pellenaars hatte zusammenknoten lassen; der verletzte Fahrer wollte zunächst weiterfahren und musste überredet werden, ein Krankenhaus aufzusuchen. Legendär wurde der Ausspruch seines Teamkollegen Gerard Peters, der angesichts des gestürzten Trägers des Gelben Trikots in der Schlucht trocken bemerkte: „Het is net een boterbloem.“ (niederl. = „Es sieht aus wie eine Butterblume.“) Das Team gab nach diesem Unfall das Rennen auf.
Nach seiner Rückkehr in die Niederlande nutzte Wim van Est seine Popularität, die er durch diesen spektakulären Sturz erlangt hatte, für eine Werbe-Kampagne für die Uhrenmarke „Pontiac“, mit dem Slogan: „Tik tak Pontiac - Zeventig meter viel ik diep, mijn hart stond stil, maar mijn Pontiac liep ...“ (holl. = „70 Meter fiel ich tief, mein Herz stand still, aber meine Pontiac lief...“). Das vom Unfall stark beschädigte Fahrrad ist heute im Fahrradmuseum „Velorama“ in Nijmegen zu sehen. Insgesamt nahm van Est sieben Mal an der Tour teil; als er 1956 nicht von Pellenaars nominiert wurde, gab es wütende Proteste von Fans.

## Weitere Erfolge
1953 war Wim van Est wiederum der erste Niederländer, der beim Giro d’Italia das Rosa Trikot trug. Viermal nahm er am Giro und dreimal an der Vuelta a España teil, konnte sich aber in den Gesamtwertungen nicht vorne platzieren. 1953 gewann er die Flandern-Rundfahrt, 1952 und 1954 die Niederlande-Rundfahrt. 1954 die Trois Jours d’Anvers sowie 1953 und 1955 die Acht van Chaam.
Van Est war auch ein erfolgreicher Fahrer auf der Bahn. Viermal wurde er Niederländischer Meister in der Einerverfolgung und dreimal stand er in dieser Disziplin bei UCI-Bahn-Weltmeisterschaften auf dem Podium.

## Sonstiges
1958 nahm Wim van Est gemeinsam mit seinem Rennfahrer-Kollegen Wout Wagtmans ein Lied mit dem Titel „Tour de France“ auf Schallplatte auf. 2001, zum 50. Jahrestag seines Sturzes bei der Tour de France, wurde in seinem Heimatort Sint-Willebrord ein Denkmal zu seinen Ehren enthüllt in einer Straße, die nach ihm benannt ist.